# Ferdinando II del Portogallo
Ferdinando II di Sassonia-Coburgo-Gotha (in portoghese Fernando II; Vienna, 29 ottobre 1816 – Lisbona, 15 dicembre 1885) fu re del Portogallo e dell'Algarve dal 1837 al 1853, in quanto marito della regina Maria II, reggente per il figlio Pietro V (1853-1855). Fu anche un pittore amatoriale.

## Biografia

### Infanzia

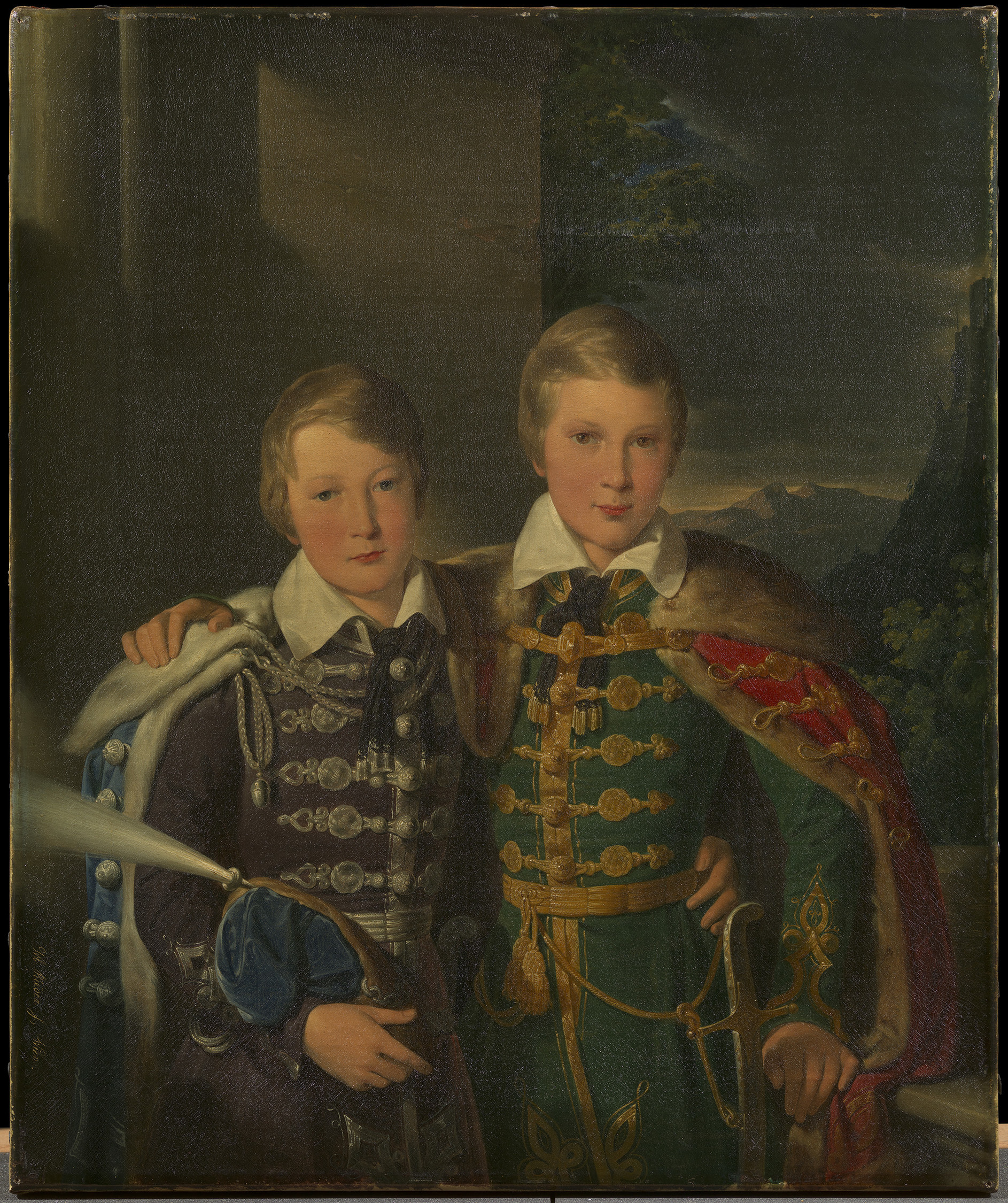
Il principe Ferdinando e suo fratello Augusto di Sassonia-Coburgo-Koháry ritratti in giovane età da Wilhelm August Rieder nel 1824. Oggi questo dipinto fa parte della Royal Collection

Ferdinando era figlio di Ferdinando di Sassonia-Coburgo-Kohary e di Maria Antonia di Koháry. Dopo la sua nascita viaggiò in molti luoghi trascorrendo diversi anni nelle proprietà di famiglia nell'attuale Slovacchia, oltre che alla corte austriaca ed in Germania. Egli era nipote di Leopoldo I del Belgio e primo cugino di Leopoldo II del Belgio e di Carlotta del Belgio, imperatrice del Messico, così come della regina Vittoria del Regno Unito e di suo marito Alberto di Sassonia-Coburgo-Gotha. Nel 1826 il suo titolo cambiò da Principe di Sassonia-Coburgo-Saalfeld a Principe di Sassonia-Coburgo e Gotha, in seguito alla riorganizzazione dei ducati sassoni.

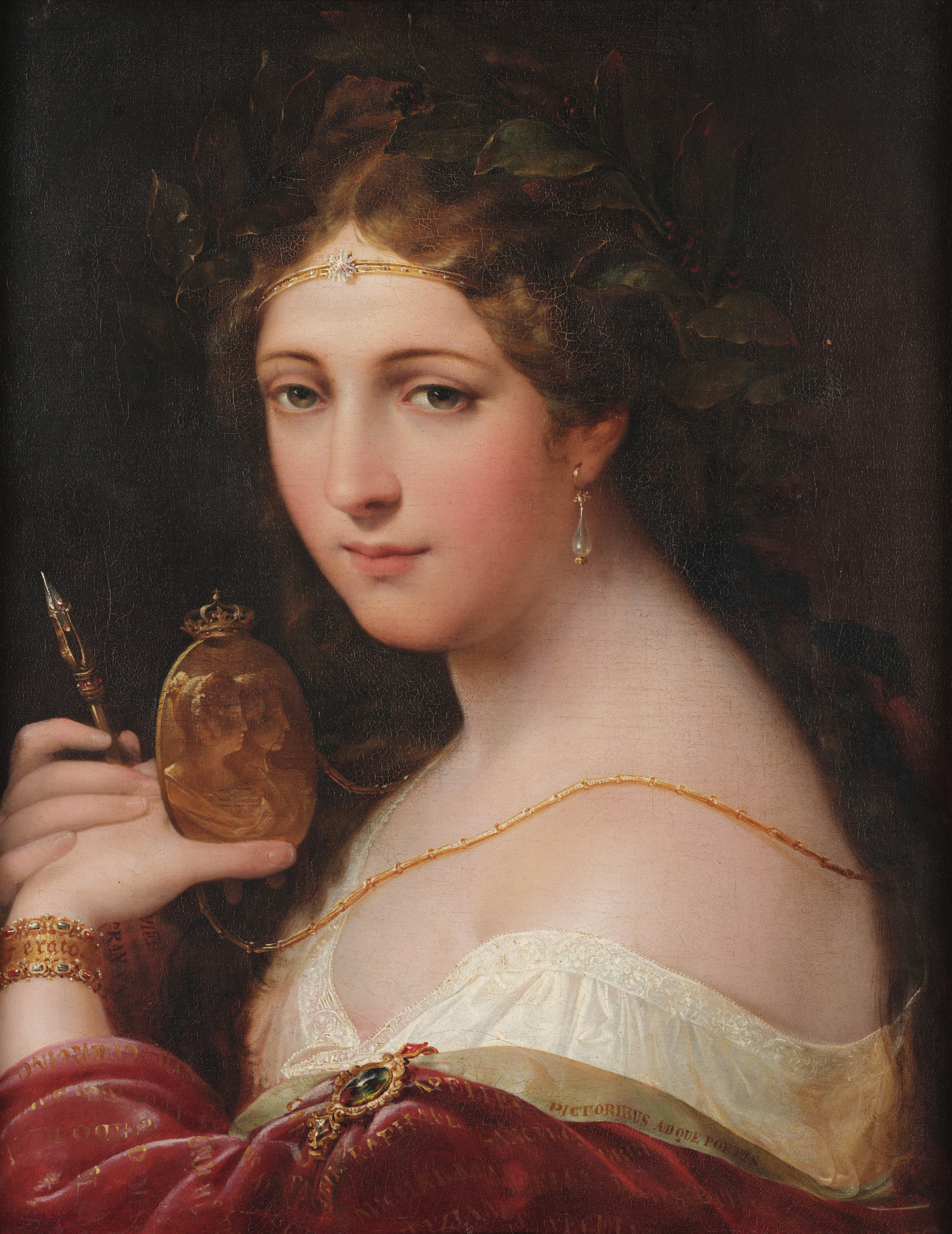
Mariana Rita Gomes, seconda moglie dell'artista, ritratta come Erato da António Manuel da Fonseca. Fra le mani tiene un medaglione dorato con l'effigie di Ferdinando e Maria II del Portogallo

## Matrimoni

### Primo Matrimonio
Nel 1835 Maria II del Portogallo rimase vedova poco più di due mesi dopo il suo primo matrimonio con il principe Augusto di Beauharnais. Alla ricerca di un nuovo consorte, Ferdinando fu scelto come nuovo marito della sovrana.
Le trattative matrimoniali furono dirette da Francisco de Almeida Portugal, conte di Lavradio, e il contratto di matrimonio fu firmato il 1 dicembre 1835, con il barone di Carlowit in rappresentanza del duca regnante di Sassonia-Coburgo, e il barone di Stockmar in rappresentanza del principe Ferdinando, suo padre.
Il 1 gennaio 1836 sposò per procura Maria II, la quale firmò il decreto il quale lo nominava Maresciallo Generale dell'Esercito, incarico riservato allo stesso Re, nella sua qualità di Comandante Supremo dell'Esercito.
Ferdinando lasciò Coburgo, attraversò il Belgio e si imbarcò a Ostenda per Lisbona, dove arrivò l'8 aprile. La cerimonia nuziale ebbe luogo il giorno successivo. La nomina di Ferdinando a maresciallo generale generò polemiche tra i liberali ma, poiché questa dignità era già stata conferita al principe Augusto, il governo non poteva non scendere a compromessi con la regina.
Secondo la legge portoghese, in quanto marito della regina regnante, Ferdinando poteva ricevere il titolo di re solo dopo la nascita del primo erede (fu per questo motivo che il primo marito della regina non fu mai re). Ferdinando fu, quindi, principe del Portogallo fino alla nascita del futuro Pietro V nel 1837.
Ferdinando e Maria II del Portogallo ebbero undici figli:
- Pietro V del Portogallo (1837-1861);
- Luigi (1838-1889);
- Maria (nata e morta nel 1840);
- Giovanni, Duca di Beja (1842-1861);
- Maria Anna Ferdinanda (1843-1884), sposò il re Giorgio di Sassonia;
- Antonia Maria (1845-1913), sposò Leopoldo di Hohenzollern-Sigmaringen;
- Ferdinando (1846-1861);
- Augusto, Duca di Coimbra (1847-1889);
- Leopoldo (nato e morto nel 1849);
- Maria da Gloria (nata e morta nel 1851);
- Eugenio (nato e morto nel 1853).

Fu eletto, il 4 maggio 1836, presidente della Reale Accademia delle Scienze. Evitò di impegnarsi nella scena politica, preferendo dedicarsi alle arti. In occasione della fondazione dell'Accademia di Belle Arti di Lisbona, il 25 ottobre 1836, Ferdinando e la regina furono nominati protettori.
Dopo una visita al Monastero di Batalha (abbandonato dopo l'estinzione degli ordini religiosi) Ferdinando cominciò a dedicare parte delle sue preoccupazioni a cause di carattere nazionalista, come la tutela del patrimonio architettonico portoghese, avendo anche promosso aspetti culturali e finanziari, insieme all'incoraggiamento delle azioni sviluppate dalle società scientifiche, come progetti di restauro e manutenzione relativi non solo alla città di Batalha, ma anche al Convento di Mafra, Convento di Cristo, a Tomar, al Monastero di Jerónimos, alla Cattedrale di Lisbona e la Torre di Belém.
Amante della pittura, contribuì con alcune sue incisioni alla Revista Contemporânea de Portugal e Brasil (1859-1865). Sebbene fosse Maria a regnare di diritto, la coppia reale formò una squadra efficace durante il loro regno congiunto, con Ferdinando che regnò da solo durante le gravidanze di sua moglie. Alla fine Maria II morì a causa della nascita del loro undicesimo figlio e il regno di Ferdinando II finì. Tuttavia assunse la reggenza del Portogallo dal 1853 al 1855, durante la minore età di suo figlio, il re Pietro V. Fu Gran Maestro dell'Ordine dei Rosacroce.

### Secondo Matrimonio
Sposò, il 10 giugno 1869 a Lisbona, l'attrice Elisa Hensler (22 maggio 1836–21 maggio 1929). Poco prima del matrimonio, fu chiamata Gräfin (Contessa) von Edla dal cugino di Ferdinando, Ernesto II, duca di Sassonia-Coburgo-Gotha. La coppia non aveva figli.

## Morte

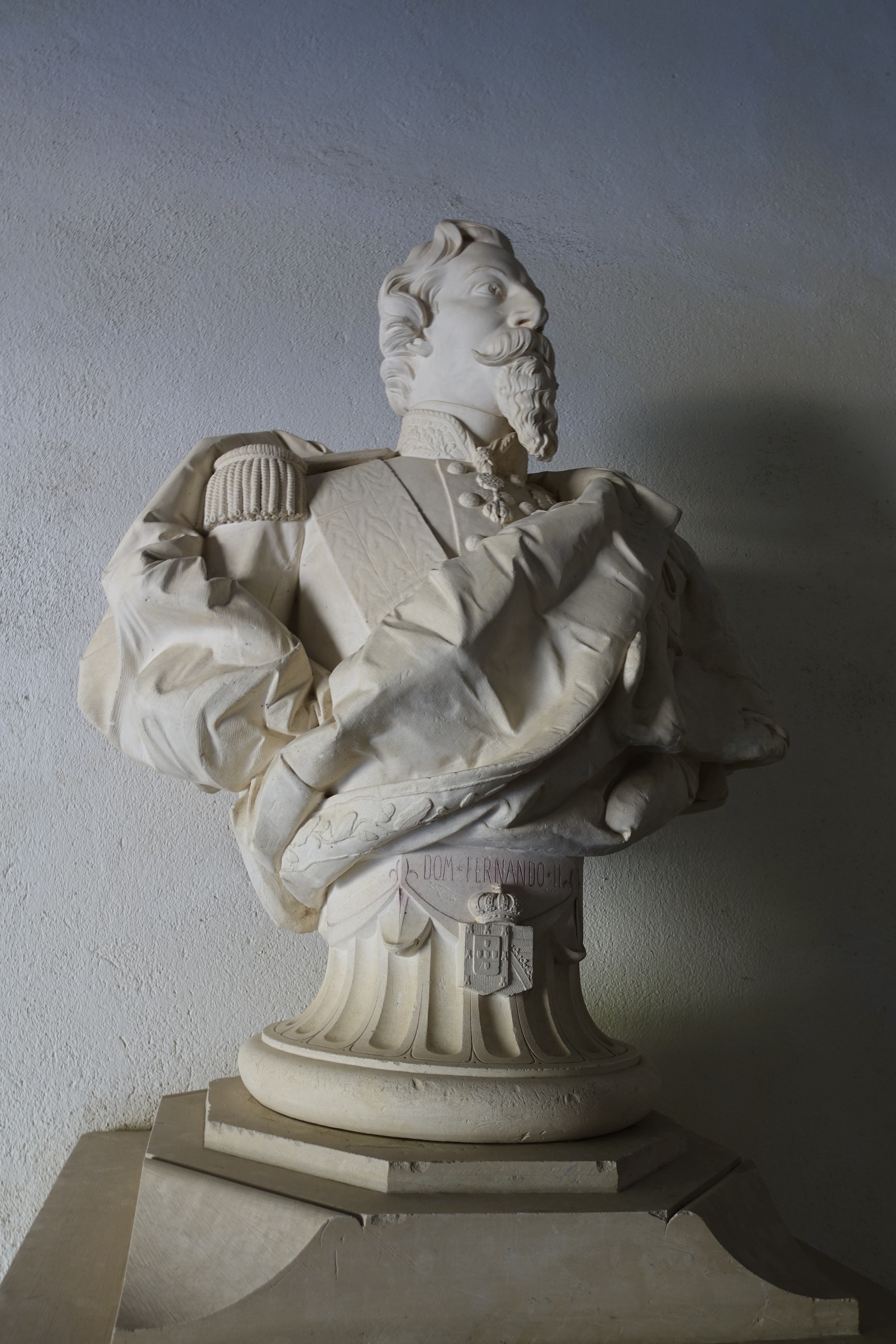
Un busto del re Ferdinando

Nel 1862, dopo una rivolta in Grecia contro il re Ottone I, Ferdinando II fu candidato a salire al trono greco, proposta che rifiutò.
Dopo la rivoluzione e l'esilio di Isabella II di Spagna dalla sua patria, a Ferdinando ormai dimesso da ogni incarico effettivo venne proposta la corona del regno di Spagna nel 1869 ma egli rifiutò l'offerta per non destare contrasti con il popolo spagnolo e soprattutto con la Francia che si sentiva accerchiata da principi tedeschi (Germania, Belgio, Regno Unito e Portogallo).
Nel 1838 progettò presso Sintra il Palácio Nacional da Pena, un'architettura di stile eclettico piena di simbolismi comparabile solo al Castello di Neuschwanstein eretto dal re Ludovico II di Baviera. Egli trascorse gli ultimi anni della sua vita in questo castello dedicandosi a ricevere i maggiori artisti del suo tempo.
Poco prima della sua morte Ferdinando II iniziò a soffrire di una dolorosa malattia alla quale non poté resistere. Il suo corpo giace accanto a Maria II, la sua prima moglie, nel Pantheon reale della dinastia Braganza, nel Monastero di São Vicente de Fora, a Lisbona.

## Ascendenza
|                                                 |                                    |                                           | Genitori                                    |  |  | Nonni |  |  | Bisnonni                                      |  |  | Trisnonni                                     |  |
|                                                 |                                    |                                           |                                             |  |  |       |  |  | Ernesto Federico di Sassonia-Coburgo-Saalfeld |  |  | Francesco Giosea di Sassonia-Coburgo-Saalfeld |  |
|                                                 |                                    |                                           |                                             |  |  |       |  |  | Ernesto Federico di Sassonia-Coburgo-Saalfeld |  |  | Francesco Giosea di Sassonia-Coburgo-Saalfeld |  |
|                                                 |                                    | Anna Sofia di Schwarzburg-Rudolstadt      |                                             |  |  |       |  |  | Ernesto Federico di Sassonia-Coburgo-Saalfeld |  |  |                                               |  |
| Francesco Federico di Sassonia-Coburgo-Saalfeld |                                    |                                           |                                             |  |  |       |  |  | Ernesto Federico di Sassonia-Coburgo-Saalfeld |  |  |                                               |  |
|                                                 |                                    | Sofia Antonia di Brunswick-Wolfenbüttel   | Ferdinando Alberto II di Brunswick-Lüneburg |  |  |       |  |  |                                               |  |  |                                               |  |
|                                                 |                                    | Sofia Antonia di Brunswick-Wolfenbüttel   | Ferdinando Alberto II di Brunswick-Lüneburg |  |  |       |  |  |                                               |  |  |                                               |  |
|                                                 |                                    | Sofia Antonia di Brunswick-Wolfenbüttel   | Antonietta Amalia di Brunswick-Wolfenbüttel |  |  |       |  |  |                                               |  |  |                                               |  |
| Ferdinando di Sassonia-Coburgo-Koháry           |                                    | Sofia Antonia di Brunswick-Wolfenbüttel   |                                             |  |  |       |  |  |                                               |  |  |                                               |  |
|                                                 |                                    | Enrico XXIV di Reuss-Ebersdorf            | Enrico XXIII di Reuss-Ebersdorf             |  |  |       |  |  |                                               |  |  |                                               |  |
|                                                 |                                    | Enrico XXIV di Reuss-Ebersdorf            | Enrico XXIII di Reuss-Ebersdorf             |  |  |       |  |  |                                               |  |  |                                               |  |
|                                                 |                                    | Enrico XXIV di Reuss-Ebersdorf            | Sofia Teodora di Castell-Remlingen          |  |  |       |  |  |                                               |  |  |                                               |  |
| Augusta di Reuss-Ebersdorf                      |                                    | Enrico XXIV di Reuss-Ebersdorf            |                                             |  |  |       |  |  |                                               |  |  |                                               |  |
|                                                 |                                    | Carolina Ernestina di Erbach-Schönberg    | Giorgio Augusto di Erbach-Schönberg         |  |  |       |  |  |                                               |  |  |                                               |  |
|                                                 |                                    | Carolina Ernestina di Erbach-Schönberg    | Giorgio Augusto di Erbach-Schönberg         |  |  |       |  |  |                                               |  |  |                                               |  |
|                                                 |                                    | Carolina Ernestina di Erbach-Schönberg    | Ferdinanda Enrichetta di Stolberg-Gedern    |  |  |       |  |  |                                               |  |  |                                               |  |
| Ferdinando II del Portogallo                    |                                    | Carolina Ernestina di Erbach-Schönberg    |                                             |  |  |       |  |  |                                               |  |  |                                               |  |
|                                                 | Ignac II József Csabragi di Koháry | …                                         |                                             |  |  |       |  |  |                                               |  |  |                                               |  |
|                                                 | Ignac II József Csabragi di Koháry | …                                         |                                             |  |  |       |  |  |                                               |  |  |                                               |  |
|                                                 | Ignac II József Csabragi di Koháry | …                                         |                                             |  |  |       |  |  |                                               |  |  |                                               |  |
| Ferenc József di Koháry                         | Ignac II József Csabragi di Koháry |                                           |                                             |  |  |       |  |  |                                               |  |  |                                               |  |
|                                                 |                                    | Maria Gabriella Cavriani di Imena         | …                                           |  |  |       |  |  |                                               |  |  |                                               |  |
|                                                 |                                    | Maria Gabriella Cavriani di Imena         | …                                           |  |  |       |  |  |                                               |  |  |                                               |  |
|                                                 |                                    | Maria Gabriella Cavriani di Imena         | …                                           |  |  |       |  |  |                                               |  |  |                                               |  |
| Maria Antonia di Koháry                         |                                    | Maria Gabriella Cavriani di Imena         |                                             |  |  |       |  |  |                                               |  |  |                                               |  |
|                                                 |                                    | Giorgio Cristiano di Waldstein-Wartenberg | …                                           |  |  |       |  |  |                                               |  |  |                                               |  |
|                                                 |                                    | Giorgio Cristiano di Waldstein-Wartenberg | …                                           |  |  |       |  |  |                                               |  |  |                                               |  |
|                                                 |                                    | Giorgio Cristiano di Waldstein-Wartenberg | …                                           |  |  |       |  |  |                                               |  |  |                                               |  |
| Maria Antonia di Waldstein-Wartenberg           |                                    | Giorgio Cristiano di Waldstein-Wartenberg |                                             |  |  |       |  |  |                                               |  |  |                                               |  |
|                                                 |                                    | Maria Isabella di Ulfeldt                 | …                                           |  |  |       |  |  |                                               |  |  |                                               |  |
|                                                 |                                    | Maria Isabella di Ulfeldt                 | …                                           |  |  |       |  |  |                                               |  |  |                                               |  |
|                                                 |                                    | Maria Isabella di Ulfeldt                 | …                                           |  |  |       |  |  |                                               |  |  |                                               |  |
|                                                 |                                    | Maria Isabella di Ulfeldt                 |                                             |  |  |       |  |  |                                               |  |  |                                               |  |